# Twelve (film, 2010)
Pour les articles homonymes, voir Twelve.
Pour plus de détails, voir Fiche technique et Distribution.
Twelve est un film franco-américain réalisé par Joel Schumacher et sorti en 2010. Il s'agit d'une adaptation du roman du même nom de Nick McDonell.
Le film est présenté en avant-première mondiale au festival du film de Sundance 2010, puis au festival du cinéma américain de Deauville 2010. Le film reçoit des critiques très négatives et un échec cuisant au box-office.

## Synopsis
Dans l'Upper East Side à Manhattan, White Mike, autrefois riche et insouciant, a maintenant du mal à gagner sa vie en tant que dealer de marijuana. il s'occupe de ses anciens camarades de classe. Sa mère est décédée un an plus tôt, son traitement consommant la richesse de sa famille et laissant Mike émotionnellement marqué. L'amie de Mike, Molly, ne sait pas qu'il est un trafiquant de drogue. Le fournisseur de Mike, Lionel, vend un cocktail de drogue addictif "Twelve" au cousin de Mike, Charlie. Incapable de payer la drogue, Charlie tente d'agresser Lionel, mais Lionel tire sur Charlie ainsi que sur un observateur innocent, Nana. Hunter, un ami de Mike et Charlie, est arrêté pour les meurtres.
Plusieurs autres résidents de cette riche scène de Manhattan sont présentés lors d'une fête en tant que clients de White Mike, notamment Tobias, Yvette, Sara, Jessica et l'hôte de la fête, Chris. Jessica essaie Twelve pour la première fois, ce qui conduit à une dépendance. Pendant la fête, le frère de Chris, Claude, sociopathe et collectionneur d'armes, rentre chez lui après s'être évadé de sa cure de désintoxication. Leur mère le découvre et menace d'appeler la police. Sara manipule Chris pour qu'il organise une énorme fête d'anniversaire pour elle, juste avant la fin des vacances de printemps. Elle et ses amis invitent tous ceux qu'ils connaissent afin de rendre l'anniversaire de Sara "populaire".
À court de drogue et d'argent, Jessica demande à Lionel de s'arrêter à la fête de Sara pour qu'elle puisse acheter plus de Twelve. Tobias rencontre Molly lors d'un deal de drogue avec Mike et l'invite à la fête de Sara. Mike le voit et l'appelle pour l'éloigner de Molly. Mike la rencontre, où elle lui parle de Tobias et de la fête. Molly suggère de rendre visite à Mike à son travail, ce que Mike nie avant de s'enfuir. Molly décide d'aller à la fête.
Alors que la fête commence, Claude s'enferme dans sa chambre, s'entraînant avec ses armes. Lionel arrive, mais est furieux contre Jessica, car elle n'a pas l'argent promis. Comme elle n'a pas d'argent, elle lui propose de coucher avec lui, ce que Lionel accepte. Le père de Mike l'appelle pour lui annoncer que Charlie est mort, son corps identifié. Mike essaie d'appeler Molly, qui ne répond pas à son téléphone. Il se rend à la fête pour la retrouver, mais est arrêté par plusieurs fêtards ivres. Il tombe par hasard sur Jessica et Lionel en train de faire l'amour.
Surpris, Lionel commence à sortir une arme à feu, que Mike reconnaît comme étant celle de Charlie. Alors que Mike commence à accuser Lionel du meurtre, Lionel lui tire dessus, obligeant Claude à sortir ses armes et à commencer à tirer sur la fête. Les gens se précipitent hors de la fête, mais beaucoup d'autres sont tués, dont Lionel. Claude entend des sirènes de police et court dehors pour se suicider à la manière d'un flic. Alors que Sara est mourante, sa dernière pensée est de savoir comment cela la rendra célèbre. Mike se réveille à l'hôpital et Molly le réprimande pour son gagne-pain de trafic de drogue. Il veut l'appeler quand il sera renvoyé chez lui, mais elle dit non. Mike rend visite à la mère de Nana et ensemble, ils se connectent sur leur chagrin partagé. Mike accepte la mort de sa mère.

## Fiche technique
Sauf indication contraire, les informations mentionnées dans cette section peuvent être confirmées par la base de données cinématographiques IMDb,  présente dans la section « Liens externes ».

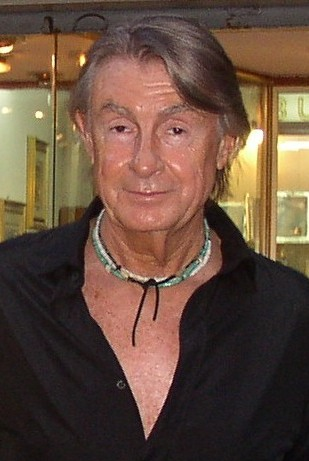
Joel Schumacher, le réalisateur

- Titre original et français : Twelve
- Réalisation : Joel Schumacher
- Scénario : Jordan Melamed, d'après le roman Douze de Nick McDonell
- Direction artistique :
- Musique : Harry Gregson-Williams
- Décors : Ethan Tobman
- Costumes : David C. Robinson
- Photographie : Steven Fierberg
- Montage : Paul Zucker
- Production : Charlie Corwin, Sidonie Dumas, Ted Field, Jordan Melamed, Christophe Riandee et Robert Salerno
  - Coproducteur : Michael Bederman
  - Producteurs associés : Aaron Cooley, Hal Greenblatt et Linda Moran
  - Production déléguée : J. Andrew Greenblatt et Michael Webber
- Sociétés de production : Gaumont, Original Media et Radar Pictures, avec la participation de Hannover House,  Truly Original, Artina Films et Fae Studio
- Distribution : Gaumont Distribution (France), Hannover House (États-Unis)
- Budget : 5 millions de dollars[2]
- Pays d'origine :  États-Unis,  France
- Format : couleur - 35 mm - 1.85:1 - son Dolby Digital / Dolby SR / DTS
- Genre : drame, action, teen movie
- Durée : 94 minutes
- Dates de sortie[3] :
  - États-Unis : 29 janvier 2010 (festival du film de Sundance)
  - États-Unis : 6 août 2010
  - France, Suisse romande : 8 septembre 2010
  - Belgique : 22 septembre 2010
- Classification[4] :
  - États-Unis : R - Restricted

## Distribution
- Chace Crawford (VF : Rémi Bichet) : Michael alias « White Mike »
- Rory Culkin (VF : Pépin Mayette) : Chris Kenton
- Curtis « 50 Cent » Jackson (VF : Thierry Hancisse) : Lionel
- Emily Meade (VF : Barbara Probst) : Jessica Brayson
- Emma Roberts (VF : Salomé Stévenin) : Molly
- Esti Ginzburg (VF : Rosa Bursztein) : Sara Ludlow
- Billy Magnussen (VF : Benjamin Jungers) : Claude, le grand frère de Chris
- Jeremy Allen White (VF : Loïc-Emmanuel Deneuvy) : Charli
- Philip Ettinger (VF : Johann Cuny) : Hunter
- Nico Tortorella (VF : Jean-Benoît Souilh) : Tobias
- Ethan Peck : Sean
- Chanel Banks (VF : Gladys Regnault) : Shelly
- Zoë Kravitz (VF : Anne-Sophie-Liban) : Gabby
- Maxx Brawer (VF : Fabien Gravillon) : Andrew
- Jermaine Crawford : Nana
- Alexander Flores : Arturo
- Dionne Audain : la mère de Nana
- Liam McMullan : Royal
- Damian Young (VF : Olivier Baert) : le père de Hunter
- Charlie Saxton (VF : Igor Gotesman) : Mark Rothko
- Finn Wittrock : Warren
- Erik Per Sullivan : Timmy
- Cody Horn : Alyssa
- Isiah Whitlock Jr. (VF : Jean-Paul Pitolin) : l'inspecteur Dumont
- Gregg Bello (VF : Michel Voletti) : l'inspecteur Keminski
- Ako : Mme Fong
- Alexandra Neil (VF : Jeanne Savary) : la mère de Chris et Claude Kenton
- Ellen Barkin (VF : Anne Canovas) : la mère de Jessica
- Kiefer Sutherland (VF : Jean-Michel Fête) : le narrateur

Source  : VF)

## Production
Le scénario s'inspire du roman Twelve de Nick McDonell publié en 2002. Le réalisateur Joel Schumacher l'a découvert alors qu’il était en Sicile pour y recevoir une récompense pour Phone Game.
Joel Schumacher choisit personnellement Chace Crawford, Emma Roberts, Rory Culkin et le rappeur 50 Cent. Le reste des actrices et acteurs sera sélectionné par la directrice du casting Jessica Kelly.
Kiefer Sutherland avait déjà été dirigé par Joel Schumacher dans Génération Perdue, L'Expérience interdite, Le Droit de tuer ? et Phone Game. Il n'est pas physiquement présent dans ce film car il n'est que le narrateur en VO.
Le tournage a lieu à New York (notamment l'Upper East Side) et en studio dans le quartier de Studio City à Los Angeles. Les prises de vues ne durent que 23 jours.
Chace Crawford décrit une expérience de tournage bien différente de ce qu'il connaissait à l'époque notamment la série Gossip Girl :

« À de nombreux moments, il n’y a pas de dialogues et pourtant ce qu’il ressent a du sens et doit être partagé. C’est vrai dans ses instants de solitude et je voulais faire passer tout ça. Je devais simplement marcher dans les rues avec des bottes, un jean, souvent des vêtements qui m'appartenaient. Cela devait aussi révéler le personnage, le dessiner et j’ai essayé de trouver une cadence, un rythme. C'était important. En bon citadin, il se balade pendant des heures. Cela fait même partie de son boulot. J’ai adoré bosser cette communication au-delà des mots, ce jeu hors du texte. »

## Accueil

### Critique
Le film reçoit des critiques globalement très négatives. Sur l'agrégateur américain Rotten Tomatoes, il ne récolte que 3% d'opinions favorables pour 30 critiques et une note moyenne de 3,9⁄10. Le consensus du site est « Aussi prétentieux que désespérément cliché, ce Twelve [« douze »] est plus proche de zéro ». Sur Metacritic, il obtient une note moyenne de 22⁄100 pour 13 critiques.
Aux États-Unis, le film sera même qualifié par certains journalistes de « pire film de l'histoire du festival du film de Sundance ». Stephen Holden écrit notamment dans sa critique parue dans le New York Times « Au début de Twelve, le narrateur résume le milieu nihiliste du film dans une observation lasse du monde empruntée au roman : “Tout est question de besoin. Personne n'a besoin de rien ici.” J'ajouterais que personne n'a besoin de voir Twelve, comme “controversé” ou “choquant” (pour laisser tomber un autre adjectif qui a perdu son mojo) comme il tend à être. »
En France, la critique est également négative. Twelve obtient une note moyenne de 1,5⁄5 sur le site AlloCiné, qui recense 13 titres de presse. Certains journalistes émettent cependant un avis positif. Ainsi, dans Paris Match, on peut notamment lire « Sans arriver à la cheville du Requiem for a Dream, ce film à la réalisation nerveuse et au casting glamour mais encombré par une voix off parasitaire et une morale à deux balles (...), suit les rails (de coke) d'un Bret Easton Ellis. »
La plupart des autres organes de presse sont moins positives. Plusieurs critiquent la voix off trop présente : « le recours à la voix-off, solution ici employée, nuit considérablement au film par sa dimension artificielle » (Excessif). Hubert Lizé du Parisien écrit quant à lui « Joel Schumacher livre une chronique sociale de la vacuité adolescente réalisée sans esbrouffe ni esthétisation à outrance, mais sans véritable souffle non plus. » Sur le site Critikat, on peut notamment lire que le film « n'est jamais que l'énième épisode de la quête d'identité artistique menée par un tâcheron depuis plus de trente ans, sans qu'il ne s'en soit jamais donné les moyens ». Dans Le Monde, Jean-François Rauger écrit notamment : « Il y a différentes manières de traiter le désordre moral et le chaos, les turpitudes sans plaisir des rejetons de la grande bourgeoisie. Joel Schumacher, fidèle à son habitude, en choisit une particulièrement hypocrite (...) avant de conclure sa charge par une fin sentimentale et moralisatrice relevant du roman à l'eau de rose. »

### Box-office
En plus de critiques très négatives, le film est un échec cuisant au box-office. Il ne rapporte qu'un peu de plus de 2 millions dans le monde pour un budget de 5 millions de dollars.
| Pays ou région    | Box-office      | Date d'arrêt du box-office | Nombre de semaines |
| ----------------- | --------------- | -------------------------- | ------------------ |
| États-Unis Canada | 183 920 $       | 19 août 2010               | 2                  |
| France            | 183 461 entrées | -                          | -                  |
| Total mondial     | 2 648 195 $     | -                          | -                  |

## Distinction
Le film ne reçoit qu'une seule nomination : Emma Roberts est nommée aux Teen Choice Awards 2010 dans la catégorie de la meilleure actrice d'un film estival.

## Commentaire
La musique que l'on peut entendre au générique de fin est Only If You Run de Julian Plenti.